# Іванова Віра Василівна
Віра Василівна Іванова (28 вересня 1934, Севастополь, СРСР — 16 листопада 2019 р) — радянська вчена, директорка Науково-дослідного інституту дитячих інфекцій (1976—2008), членка -кореспондентка РАМН (2000)-кореспондентка РАН (2014).

## Біографія
Народилася 28 вересня 1934 року у Севастополі.
У 1958 році закінчила Ленінградський педіатричний медичний інститут і працювала лікаркою-педіатркою у Мончегорську Мурманської області та в ленінградській дитячій лікарні імені Віри Слуцької.
З 1963 до кінця життя працювала в Науково-дослідному інституті дитячих інфекцій, де пройшла шлях від аспірантки до директорки інституту (1976-2008), останнім часом — головна наукова співробітниця інституту.
У 2000 році — обрана членкинею-кореспонденткою РАМН. 
У 2014 році стала членкою-кореспонденткою РАН (в рамках приєднання РАМН і РАСГН до РАН).

## Наукова діяльність
Зробила великий внесок у вивчення патогенезу та створення ефективних методів лікування гострих респіраторно-вірусних інфекцій, дифтерії, епідемічного паротиту, інфекційного мононуклеозу, дизентерії, ієрсиніозу, а також внутрішньоутробних інфекцій.
У період епідемічного підйому захворюваності на дифтерію під її керівництвом проводилося вивчення властивостей циркулюючих збудників, особливостей імунного статусу хворих і реконвалесцентів, стану факторів неспецифічного захисту та механізмів циркуляції в організмі дифтерійного токсину.
Авторка понад 300 публікацій, серед них — 8 монографій та посібників з інфекційних хвороб, 13 патентів на винаходи.
Під її керівництвом захищено понад 20 дисертацій.

## Нагороди
- Орден Пошани (2006) [4]
- Медаль ордену «За заслуги перед Батьківщиною» ІІ ступеня (1998) [5]
- Медаль «За заслуги перед вітчизняною охороною здоров'я»